# Roodpootwatertor
De roodpootwatertor (Hydrobius fuscipes) is een soort van kevers in de familie Hydrophilidae die wordt gevonden over een groot deel van het gematigde noordelijk halfrond.

## Kenmerken
De kevers bereiken een lichaamslengte van 6 tot 9 millimeter. Het langwerpig-ovale lichaam is zwart van kleur en heeft een bronzen glans. De antennes zijn zwart, de poten zijn geelbruin, de palpi zijn roodbruin en hebben donkere uiteinden. De dekvleugels (elytra) hebben elk 10 langsstrepen van fijne stippen, naar achteren gebarsten. Bovendien heeft elke andere ruimte onregelmatige rijen grotere stippen.

## Verspreiding
De dieren komen ook voor in het Palearctisch gebied in het hoge noorden en op de Britse Eilanden en in Noord-Amerika. Ze leven in zonnig stilstaand water en tolereren ook zout water. Ze zijn zeer algemeen en zwemmen aan de oppervlakte.